# 루이빌 커늘스
루이빌 커늘스(Louisville Colonels)는 1882년부터 1891년까지 아메리칸 어소시에이션에 존재했던 메이저 리그 베이스볼 팀으로, 처음 팀명은 루이빌 이클립스(Louisville Eclipse, 1882–1884)였고 이후 커늘스로 개명했으며, 커늘스는 켄터키 커널에서 유래한 것이다.